# Dorfkirche Kribbe

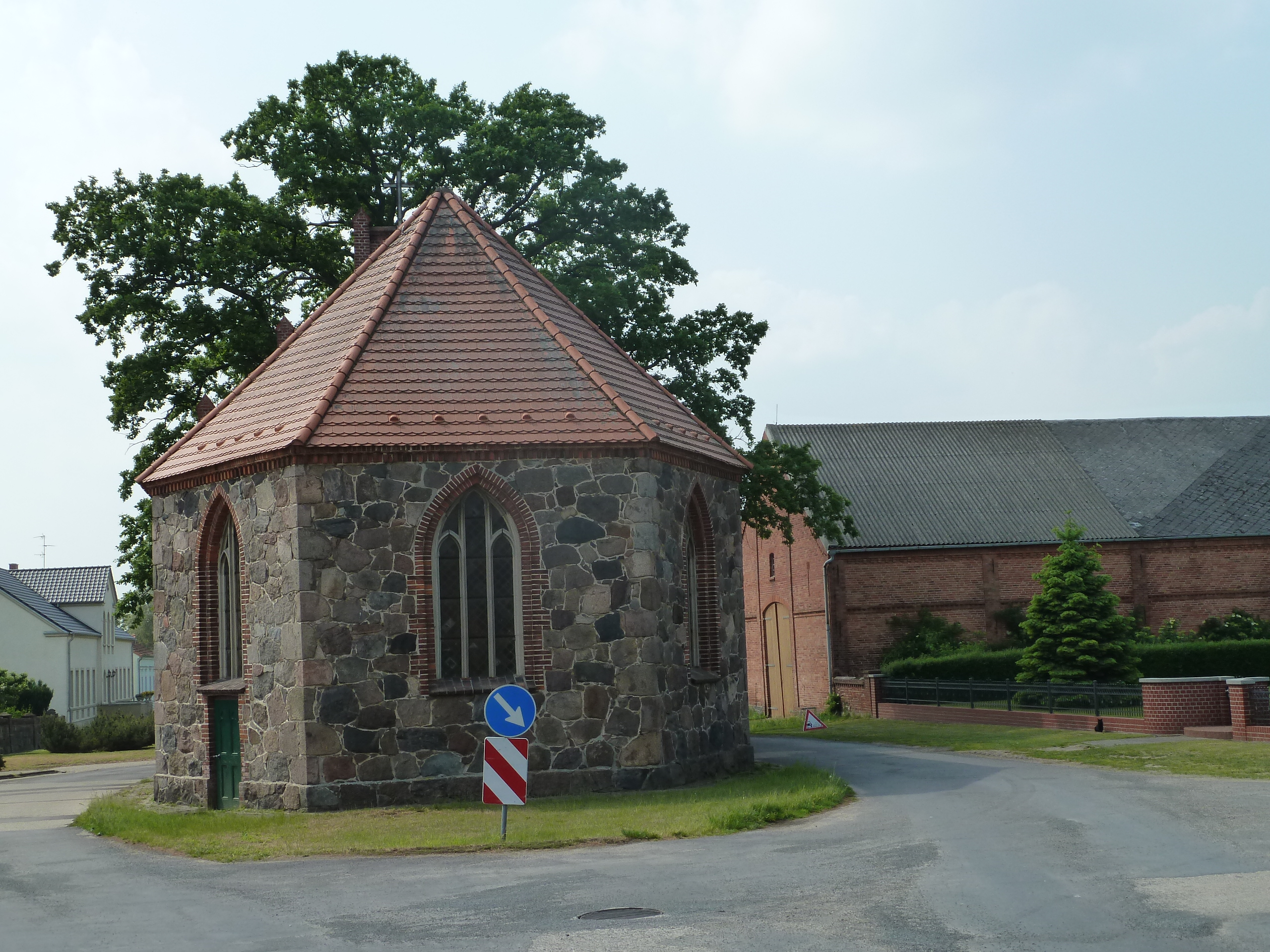
Dorfkirche in Kribbe (2011)

Die Dorfkirche Kribbe ist ein Kirchengebäude in Kribbe, einem Ortsteil der amtsfreien Gemeinde Karstädt im Landkreis Prignitz in Brandenburg. Sie gehört zum Pfarrsprengel Karstädt-Land im Kirchenkreis Prignitz der Evangelischen Kirche Berlin-Brandenburg-schlesische Oberlausitz.
Die evangelische Dorfkirche wird unter der Nummer 09160210 im Denkmalverzeichnis des Landes geführt. Das Baudenkmal in der Kribber Dorfstraße wurde 1865 aus |Feldstein und Backsteinen errichtet.